# Godzilla Generations: Maximum Impact
Godzilla Generations: Maximum Impact è un videogioco ispirato a Godzilla pubblicato esclusivamente in Giappone per console Dreamcast.

## Mostri presenti nel gioco
- Godzilla (Heisei)
- Biollante
- King Ghidorah (Heisei)
- Mothra (Heisei)
- SMG-IInd
- MGR-IInd
- SpaceGodzilla
- Super X-III
- Destoroyah